# Ngemplak (Lasem)
Ngemplak is een bestuurslaag in het regentschap Rembang van de provincie Midden-Java, Indonesië. Ngemplak telt 3155 inwoners (volkstelling 2010).